# William Draper Byrne
William Draper Byrne (nacido el 26 de septiembre de 1964) es un prelado estadounidense de la Iglesia católica.  Se ha desempeñado como obispo de la Diócesis de Springfield en Massachusetts desde 2020.

## Biografía

### Primeros años
William Byrne nació el 26 de septiembre de 1964 en Washington D. C., hijo de Mary y William Draper Byrne, cirujano.  William Byrne creció en McLean, Virginia, y asistió a la Escuela Mater Dei.  A partir del noveno grado, Byrne asistió a la Escuela Preparatoria Georgetown en Rockville, Maryland.
Byrne completó sus estudios universitarios en el Colegio de la Santa Cruz en Worcester, Massachusetts. Según la hermana mayor de Byrne, Dede Byrne, fue influenciado en la universidad para convertirse en sacerdote por el ejemplo de su tío, John Byrne, un sacerdote en la ciudad de Nueva York.
Mientras era seminarista, Byrne estudió en el Pontificio Colegio Norteamericano en Roma . Recibió un Bachillerato en Sagrada Teología en 1992 y una maestría en Sagrada Teología en 1994 de la Universidad Pontificia de Santo Tomás de Aquino.

### Sacerdocio
Byrne fue ordenado sacerdote para la Arquidiócesis de Washington el 25 de junio de 1994 por el arzobispo James Hickey.
Byrne se desempeñó como vicario parroquial en Little Flower Parish en Bethesda, Maryland de 1994 a 1995 y luego como vicario parroquial en Shrine of Saint Jude Parish en Rockville, Maryland.  Luego se desempeñó como capellán del Centro de Estudiantes Católicos de la Universidad de Maryland en College Park desde 1999 hasta 2007.
De 2007 a 2015, Byrne fue párroco de la parroquia de St. Peter en Washington D. C.  Mientras estuvo en esa posición, comenzó un ministerio especial para los miembros católicos del Congreso de los Estados Unidos.  De 2009 a 2015, Byrne también fue secretario de ministerio pastoral y asuntos sociales de la arquidiócesis.  Sirvió como párroco de la Parroquia de Nuestra Señora de la Misericordia en Potomac, Maryland, de 2015 a 2020.  Antes de su nombramiento como obispo, Byrne había ganado atención nacional por sus escritos y videos de YouTube.

### Obispo de Springfield
El Papa Francisco nombró a Byrne como obispo de la Diócesis de Springfield el 14 de octubre de 2020. Recibió su consagración episcopal en la Catedral de St. Michael en Springfield el 14 de diciembre de 2020, de manos del Cardenal Sean O'Malley.

En mayo de 2021, Byrne publicó una lista ampliada de sacerdotes dentro de la diócesis que enfrentaron acusaciones creíbles de abuso sexual. Él dijo:
"Como Iglesia, tanto a nivel local como universal, demasiadas veces en el pasado hemos fallado en proteger la inocencia y la dignidad de los menores de edad de aquellos que cometieron estos crímenes atroces.  Nunca podemos borrar el daño causado, sin embargo, reconocer que las acusaciones de un sobreviviente son creíbles saca a la luz la verdad de su horrible experiencia.  Ofrezco mis más sinceras disculpas a todos los que han sufrido abusos y a sus seres queridos.  Lo siento de verdad."